# Moller Skycar M400
La Skycar M400 è un'auto volante progettata dal canadese Paul Moller a 4 turboventole prodotta dalla Moller International.

## Storia del progetto

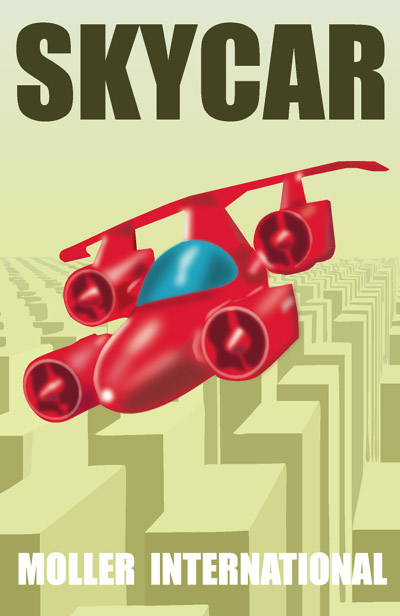
Poster della skycar

Paul Moller ha emesso obbligazioni risarcibili basate sull'M400 a partire dal 2003. I titoli prevedevano il rimborso qualora non fossero state raggiunte le prestazioni dichiarate o nel caso non fosse stata conseguita la certificazione per il volo da parte della FAA, la Federal Aviation Administration, entro il 31 dicembre 2005. Fin dal 2003 Moller ha fatto slittare la data per la certificazione di anno in anno. Fino a ottobre 2016 nessuna Skycar M400 è mai riuscita a librarsi in aria.
Con questa auto volante Moller, realizzatore anche di un velivolo sperimentale simile a un disco volante con 8 pale rotanti, presume la possibilità di modificare le abitudini utilizzando un'auto in grado di raggiungere qualunque località senza i limiti delle auto.